# Staphylococcus lugdunensis
Staphylococcus lugdunensis är en stafylokockbakterie som beskrevs första gången 1988 och som ingår i människans normala bakterieflora på hud och slemhinnor. Ursprungligen betraktades den som en ganska oskyldig vanlig koagulasnegativ vit stafylokock, men efterhand har kliniska erfarenheter visat, att den orsakar infektioner liknande de S. aureus orsakar inklusive djupa infektioner som endokardit, sepsis och infektion på implantat.
Det kan vid artbestämning vålla svårigheter att skilja S. lugduniensis från andra vita stafylokocker men även från S. aureus, då de kan reagera på likartat sätt vid tester. I de senare fallen skiljer sig koloniernas färg åt vid odling på agarplattor.
Infektioner som orsakas av S. lugduniensis svarar oftast bra på vanlig stafylokockbehandling, men under 2010-talet har även rapporterats meticillinresistenta stammar, som också ofta varit resistenta mot andra antibiotikagrupper.